# Neurosis & Jarboe
Neurosis & Jarboe es un álbum colaborativo entre la banda de avant-garde metal Neurosis y la cantante y compositora Jarboe, originalmente integrante de Swans. Fue lanzado el 31 de octubre de 2003 a través de Neurot Recordings. El 2 de agosto de 2019, fue relanzada una versión remasterizada por Bob Weston (de Shellac) con una nueva portada diseñada por Aaron Turner.

## Premios
| Publicación | País        | Galardón      | Año  | Rank |
| ----------- | ----------- | ------------- | ---- | ---- |
| Terrorizer  | Reino Unido | Álbum del año | 2003 | 21   |

## Lista de canciones
Todas las letras escritas por Jarboe, toda la música compuesta por Dave Edwardson, Scott Kelly, Noah Landis, Jason Roeder y Steve Von Till. 
| N.º | Título           | Duración |  |
| 1.  | «Within»         | 6:17     |  |
| 2.  | «His Last Words» | 6:22     |  |
| 3.  | «Taker»          | 5:32     |  |
| 4.  | «Receive»        | 6:33     |  |
| 5.  | «Erase»          | 9:05     |  |
| 6.  | «Cringe»         | 7:36     |  |
| 7.  | «In Harm's Way»  | 6:35     |  |
| 8.  | «Seizure»        | 11:46    |  |

## Producción
Músicos
| - Dave Edwardson – instrumentación, efectos de sonido, grabación - Jarboe – voz, instrumentación, efectos - Scott Kelly – instrumentación, efectos - Noah Landis – instrumentación, efectos, grabación - Jason Roeder – instrumentación, efectos - Steve Von Till – instrumentación, efectos, grabación | Producción y personal adicional - Jeff Byrd – grabación - William Faith – grabación (1–4, 6–8) - Chris Griffin - grabación (5) - Neurosis - mezclas - Desmond Shea - grabación - Tankpictures / Discreetcases – dirección de arte, diseño - Cedric Victor - arte de la portada |

## Historial de lanzamientos
| Región         | Fecha | Sello  | Formato | Catálogo |
| -------------- | ----- | ------ | ------- | -------- |
| Estados Unidos | 2003  | Neurot | CD      | NR 028   |